# Любанська операція
Любанська операція (7 січня — 30 квітня 1942) — наступальна операція радянських військ на північному фланзі Східного фронту Другої світової війни, проведена військами Ленінградського (генерал-полковник Хозін М. С.) й Волховського (генерал армії Мерецков К. П.) фронтів з метою деблокади Ленінграду, частина битви за Ленінград в 1941—1944 роках.
Задум операції полягав у тому, щоб ударом військ Волховського фронту з рубежу р. Волхов в північно-західному напрямку у взаємодії з 54-ю армією Ленінградського фронту оточити і знищити угрупування противника в районі Любань, Чудово і надалі вийти в тил німецьким військам, що блокували Ленінград з півдня.
Любанська операція розпочалася 7 січня 1942 року на фоні загального радянського контрнаступу взимку 1941—1942 року з початком активного, порівняно масованого наступу з форсуванням Волхова та з плацдармів, що вже були захоплені на західному березі річки. При цьому, 54-та армія перейшла в наступ ще 4 січня 1942 року. Тому для неї Тихвинська операція перейшла в Любанську операцію без будь-яких перегрупувань. Датою завершення операції вважається момент віддачі наказу про перехід військ 2-ї ударної армії до оборони (30 квітня 1942 року), затвердженого Ставкою ВГК 2 травня 1942.
Любанська операція закінчилася повним провалом й розгромом радянського угруповання. 2-га ударна армія була майже повністю знищена, а її командувач генерал-лейтенанта А. А. Власов здався в полон.
Основним чинником, що призвів операцію до провалу став очевидний авантюризм планування та управління ходом всієї операції. Війська розпочали загальний наступ без попередньої підготовки, 59-та і 2-га ударна армії, які повинні були через два тижні проривати міцну оборону Вермахту, знаходилися у дорозі до місця зосередження на момент початку наступу. У військах не вистачало автоматичної зброї, транспорту, засобів зв'язку та продовольства. В артилерії на період проведення операції було відпущено всього по три боєкомплекту на гармату. Особовий склад частин прибував на фронт без підготовки, погано володів особистою зброєю.
Відсутність єдиноначальності призвела до сперечань і взаємної неприязні командувачів обох фронтів, взаємодія на різних ділянках фронту виявилися непідготовленою. Війська вводилися в бій з ходу, по мірі їх прибуття. Наступ не мав успіху і 10 січня наказом Ставки ВГК був призупинений.
13 січня 1942 війська Волховського фронту, створивши на обраних для прориву ділянках ударні угруповання, відновили наступ. Головного удару завдавала 2-га ударна армія на Любань, з флангів її підтримували 59-та і 52-га армії. Наступ велося в складних умовах лісисто-болотистій місцевості, в умовах бездоріжжя, по глибокому снігу. Війська були позбавлені свободи маневру, було ускладнено постачання. Противник чинив запеклий опір. З'єднання 2-ї ударної армії, розвиваючи наступ, до кінця січня вузьким клином просунулося до 70-75 км і глибоко охопили з південного заходу любансько-чудовське угруповання противника. Однак розвинути наступ і завершити оточення противника радянським військам не вдалося.
19 березня 1942, зосередивши на флангах 2-ї ударної армії свіжі сили, німецьким військам вдалося відрізати її від решти фронту. 27 березня ціною великих втрат війська 52-ї і 59-ї армій пробили 3-5 км горловину, що з'єднала 2-гу ударну армію з фронтом, однак становище армії залишалося складним. Порушилися постачання, зв'язок та управління військами. Операція була практичні провалена, але Ставка, не зважаючи на реальну обстановку, продовжувала наполягати на продовженні наступу.
30 квітня наступ в районі Любані було припинено. Тим не менш, 2-га ударна армія до літа вела важкі оборонні бої, утримуючи захоплений виступ, і тільки в кінці травня отримала наказ почати відхід.
Вирватися з оточення дрібними групами спромоглися, за різними даними від 6 до 16 тисяч осіб. При прориві Загинули і зниклі безвісти від 14 до 20 тисяч осіб. Сам генерал Власов опинився в німецькому полоні.

## Кінохроніка
- Вторая Ударная. Преданная армия Власова. (рос.)